# Бандровская, Одарка Карловна
Одарка (София) Карловна Бандровская (17 марта 1902 — 5 мая 1981, Львов) — советская украинская камерная певица (сопрано), пианистка, педагог; основатель Музея Саломеи Крушельницкой во Львове.

## Биография
По линии матери приходится племянницей певице Саломее Крушельницкой. Училась в классической гимназии Львова. В 1922 году окончила фортепианный факультет Высшего музыкального института им. Н. Лысенко (класс Марии Криницкой), продолжила обучение у профессора Франка в Вене. В 1924—1928 годах училась пению в консерватории Польского музыкального общества у профессора 3. Козловской, также поступила на гуманитарный факультет Львовского университета. В 1928 году уехала в Италию (Милан и Виареджо), где совершенствовала навыки сольного пения у С. Крушельницкой.
Вернувшись во Львов в 1929 году, начала гастрольное турне в УССР, Польше и Вене. В 30-х годах вела активную творческую деятельность как певица и пианистка.
В 1931—1939 годах преподавала сольное пение в Высшем музыкальном институте им. Н. Лысенко. С 1940 года — доцент и декан вокального факультета Львовской государственной консерватории. В 1944—1963 годах снова занимала должность доцента сольного пения Львовской консерватории. Написала ряд научно-методических трудов. Среди учеников: М. Антонович, И. Мацюк, П. Криницкая, Т. Дидык, М. Процевьят, Л. Доронина, Н. Сафронова, вокальное трио сестёр Байко.
В камерно-вокальном репертуаре — произведения Р. Штрауса, Х. Вольфа, Р. Вагнера, И. Брамса, И.-С. Баха, Н. Лысенко, Я. Степного, В. Барвинского, других композиторов. Концертмейстерами были: В. Барвинский, Н. Нижанковский, Г. Левицкая, Р. Симович, Л. Уманская, А. Ермакова и М. Лысенко (дочь Николая Лысенко). Оставила много звукозаписей с исполнением произведений западноевропейских классиков, украинских и галицких композиторов.
Много времени и усилий посвятила восстановлению памяти о Саломее Крушельницкой и приумножению её славы. Собрала и сохранила архив певицы, на основе которого был создан Музыкально-мемориальный музей Саломеи Крушельницкой во Львове (открыт в 1991 году). Является автором воспоминаний об артистке, семье Крушельницких, а также про С. Людкевича, И. Франко, Г. Левицкую, А. Карпатского.
Умерла и похоронена во Львове на Лычаковском кладбище (поле № 4).